# Peugeot Type 136
La Peugeot Type 136 est un modèle d'automobile produit par le constructeur français Peugeot en 1911.